# ساندز أتلانتيك سيتي
ساندز أتلانتيك سيتي، كازينو وفندق وجد في الخدمة منذ 13 أغسطس عام 1980 حتى 11 نوفمبر عام 2006 ويقع في أتلانتيك سيتي في نيوجيرسي. عرف سابقًا باسم هوتيل وكازينو برايتون. يتألف من برج فندقي يحوي 21 طابقًا و532 غرفة ومنصة من 5 طوابق تضم الكازينو بمساحة 57,045 قدم مربع (5,299.7 متر مربع) والعديد من المرافق الأخرى. كان هذا الفندق متاخمًا لفندق كلاريج هوتيل ومرآب السيارات ملاصقًا لفندق ماديسون هوتيل.

## تاريخ

### التشييد والافتتاح
افتتح فندق هوتيل برايتون الأول (اسمه الأصلي كوتج برايتون) في عام 1876 في الموقع الذي سيصبح في النهاية ساندز. جرى هدمه في عام 1959.
بني فندق& كازينو برايتون بتكلفة 70 مليون دولار أمريكي من قبل شركة باي كازينو التي يديرها اثنان من رجال الأعمال المحليين هما إيغوين غاتي وآرثر كانيا. افتتح في 13 أغسطس من عام 1980. يعتبر فندق برايتون رابع ملكية عقارية تفتتح بعد قانون عام 1977 الذي يسمح بترخيص الكازينوهات في أتلانتيك سيتي، وأول بناء يشيد من الصفر بدلًا من إجراء عمليات ترميم لفندق موجود مسبقًا. كان المقاولون يأملون في أن يكون جو فندق برايتون الهادئ ومساحته الصغيرة التي تساوي تقريبًا نصف مساحة كازينوهات المدينة الأخرى، عامل جذب للمقامرين أصحاب الأموال. جعل التسويق الأولي من بيرت متنزهات متحدثًا رسميًا مع الشعار المميز «برايتون أب». 
بعد مضي أقل من شهر على دخول فندق برايتون في الخدمة، وافقت «هوليدي إن» على شراء برايتون هوتيل مقابل 121 مليون دولار أمريكي نقدًا، بالإضافة إلى افتراض رهن العقار البالغ 37 مليون دولار أمريكي. انسحبت «هوليدي إن» من الاتفاق بعد شهر واحد. عندما أقبل أول موسم شتاء على فندق برايتون وهو موسم قليل الأرباح في أتلانتيك سيتي، واجه الفندق مشاكل شديدة في التدفق النقدي بإيرادات شهرية أقل من جميع منافسيه.

### فترة برات (1998-1981)
أنقذ فندق برايتون في الأشهر الأولى من عام 1981 بمساعدة مالية قدرها 10 مليون دولار أمريكي من قبل سلسلة فنادق إنز أوف ذي أمريكاز (يقع مركز الإدارة في فندق دالاس، وتعود ملكيته إلى الأخوة برات) وخبيري المال بروتون وريتشارد كوفمان. قامت سلسلة إنز أوف ذي أمريكاز مع آل كوفمان بشراء 60% من أسهم فندق برايتون من غاتي وكانيا مقابل 30 مليون دولار في مايو عام 1981. كانت سلسلة إنز أوف ذي أمريكاز قد اشترت مؤخرًا ذا ساندز هوتيل الواقع على طوق لاس فيغاس، وأعادت مباشرة تسمية عقار أتلانتيك سيتي ليحمل الاسم الشهير ساندز. سرعان ما أصبح العقار مربحًا في ظل مالكيه الجدد.
باع آل برات لاحقًا فندق ذا ساندز في لاس فيغاس لمالكه السابق، مع احتفاظ عقار أتلانتيك سيتي باسم ذا ساندز بموجب اتفاقية ترخيص، على الرغم من عدم وجود أي ارتباط بين الاسمين.
بدأت شركة ويليامز إليكترونيكس المصنعة للعبة آركيد في عام 1982، تبذل جهدًا لتستولي على ذا ساندز، فاشترت حصة كل من غاتي وكانيا، ووافقت على شراء حصص آل كوفمان. سرعان ما ظهر الفارس الأبيض المنقذ على هيئة شركة درو ناشيونال، وهي شركة جامعة مقرها نيويورك وافقت على شراء أسهم آل كوفمان. تعثرت الصفقة حين رفض المساهمون الرئيسيون في شركة درو، روبرت باس وأخوته، تقديم كشوفات مالية تتطلبها عملية ترخيص الألعاب. أجريت عملية إعادة الهيكلة أخيرًا عام 1985، لتصبح ملكية ذا ساندز بالكامل لبرات هوتيل كوربوريشن، التي كانت تعود ملكيتها هي نفسها بنسبة 52% لمساهمي برات السابقين، و35% لساوثمارك كوربوريشن أوف تكساس، و10% لمساهمي شركة درو. 
في ذروة شهرته، استقبل فندق ذا ساندز أسماء بارزة من الفنانين مثل فرانك سيناترا وتوني بينيت وشير وليزا مينيللي وبوب ديلن وروبين وليامز وويتني هيوستن وإيدي ميرفي من بين آخرين. على أية حال، سرعان ما تفوقت كازينوهات أتلانتيك سيتي الجديدة على فندق ذا ساندز، ومع حلول وقت إغلاقه، كان أصغر كازينوهات المدينة التي بلغ عددها 12 كازينو.
انضم مبنى ذا ساندز إلى فندق وكازينو كلاريج المجاور، لإنشاء رصيف مرتفع متحرك ودشن في عام 1988 لاستقطاب الزائرين من الممر إلى كلا المبنيين.
أعلن فندق برات عن خططه في عام 1987 لإنشاء ملكية شقيقة تحمل اسم ذا ساندز بورد ووك في موقع كازينو وفندق بينتهاوس بورد ووك غير المكتمل، بينما سيعاد تسمية الملكية الموجودة ليصبح اسمها ذا ساندز بارك. جاء في التقارير اللاحقة الاسم الجديد للملكية كفندق وكازينو هوليوود، أو ذا ساندز هوليوود. أحبطت هذه الخطة حين باعت بينتهاوس الموقع لدونالد ترامب في مارس عام 1989.
استولت ذا ساندز على فندق جيفرسون هوتيل الذي بقي شاغرًا لفترة طويلة، والملاصق لمرآب السيارات في عام 1989 وحولته إلى مكاتب إدارية.
في أوائل تسعينيات القرن العشرين، ومع انتشار ترخيص المقامرة إلى ولايات جديدة، أسس فندق برات شركة هوليوود كازينو كورب. وذلك لتطوير كازينوهات جديدة تحت اسم هوليوود كازينو. امتلكت الشركة حصة بنسبة 80% في فندق برات عند طرحها الأولي في عام 1993.